# Czarne i białe w kolorze
Czarne i białe w kolorze (fr. Noirs et blancs en couleur) – komedia wojenna z 1976 roku produkcji Wybrzeża Kości Słoniowej, Francji, Szwajcarii i RFN.
Zgłoszony jako oficjalny kandydat Wybrzeża Kości Słoniowej do Oscara dla najlepszego filmu nieanglojęzycznego, zdobył nagrodę Oscara w tej kategorii w 1976 roku.

## Fabuła
I wojna światowa. Francuscy koloniści w Afryce Zachodniej, dopiero kilka miesięcy po czasie, dowiadują się, że znajdują się w stanie wojny ze swoimi niemieckimi sąsiadami. Chcąc za wszelką cenę zwyciężyć, decydują się użyć do walki tubylców. Dają im karabiny, mundury, oraz uczą musztry wojskowej.

## Obsada
- Jean Carmet – sierżant Bosselet
- Jacques Dufilho – Paul Rechampot
- Catherine Rouvel – Marinette
- Jacques Spiesser – Hubert Fresnoy
- Maurice Barrier – Caprice
- Benjamin Memel Atchory – Assomption
- Peter Berling – Père Jean de la Croix
- Marius Beugre Boignan – Barthelmy
- Claude Legros – Jacques Rechampot